# Anne Desclos
Anne Desclos (23. září 1907, Rochefort, Francie – 27. dubna 1998, Corbeil-Essonnes) byla francouzská novinářka a spisovatelka píšící pod pseudonymy Dominique Aury a Pauline Réage.

## Životopis
Narodila se do dvojjazyčné rodiny v Rochefort v Charente-Maritime a v raném věku začala číst francouzsky a anglicky. Po absolvování pařížské Sorbony,pracovala jako novinářka až do roku 1946, kdy se přidala ke Gallimard Publishers, kde pracovala jako redakční sekretářka a tam také získala svůj pseudonym Dominique Aury.
Jako zanícená čtenářka anglické a americké literatury Desclos buďto přeložila nebo představila francouzským čtenářům díla slavných autorů, jako jsou např. Algernon Charles Swinburne, Evelyn Waugh, Virginia Woolfová, T. S. Eliot, Francis Scott Fitzgerald a mnoho dalších. Stala se vysoce uznávanou literární kritičkou a byla členkou mnoha porot udílejících literární ocenění.
Její milenec a zaměstnavatel Jean Paulhan učinil poznámku o tom, že žádná žena není schopna napsat erotický román. Aby Desclos dokázala, že se mýlil, napsala sadomasochistický ilustrovaný román s názvem Histoire d'O (Příběh O), který byl publikován pod pseudonymem Pauline Réage v červnu 1954. Nejenom, že tento kontroverzní román dokázal, že se Paulhan mýlil, ale zaznamenal také komerční úspěch. Vzbudil také spekulace o pravé identitě autorky. Mnozí pochybovali, o tom, že se jedná o tak rezervovanou, intelektuálně založenou a skoro puritánskou ženu, jakou byla Dominique Aury.
K tomu všemu, obrázkový obsah knihy zažehl tak velkou kontroverzi, že následující březen státní představitelé vznesli obvinění za oplzlost vůči vydavateli a záhadnému autorovi, který byl roku 1959 vyveden ze soudní síně.
Nicméně soudce nařídil veřejný zákaz této knihy a její omezení prodeje mladistvým. Po vypršení veřejného zákazu v roce 1967 vydala závěr Příběhu O s názvem Retour à Roissy, a to opět pod pseudonymem Pauline Réage. Podle současného životopisu zpracovaného Angie Davidem, Desclos toto pokračování nenapsala.
V roce 1975 dělala Anne Desclos rozhovor na téma erotických knih s autorkou a novinářkou Régine Deforgesová, v té době stále nebylo jasné, že je autorkou Příběhu O. Autorství přiznala až čtyřicet let po vydání knihy v rozhovoru pro magazín The New Yorker.
V některých částech svého života vedla aktivní bisexuální život. Anne Desclos zemřela v Corbeil-Essonnes v Île-de-France.

## Adaptace
V roce 2000 Guido Crepax zkombinoval její Příběh O s nejznámějším dílem Markýze de Sade Justýna a vytvořil z nich ilustrovanou verzi románu.

## Dílo
- Seznam děl v Souborném katalogu ČR, jejichž autorem nebo tématem je Anne Desclos
- Histoire d'O – Příběh O vyd. 1954
- Retour à Roissy vyd. 1967 (autorství není jednoznačné)